# NGC 1899
NGC 1899 (również ESO 56-EN94) – mgławica emisyjna, znajdująca się w gwiazdozbiorze Złotej Ryby. Należy do Wielkiego Obłoku Magellana. Odkrył ją John Herschel 30 grudnia 1836 roku.